# Słoweńcy karynccy

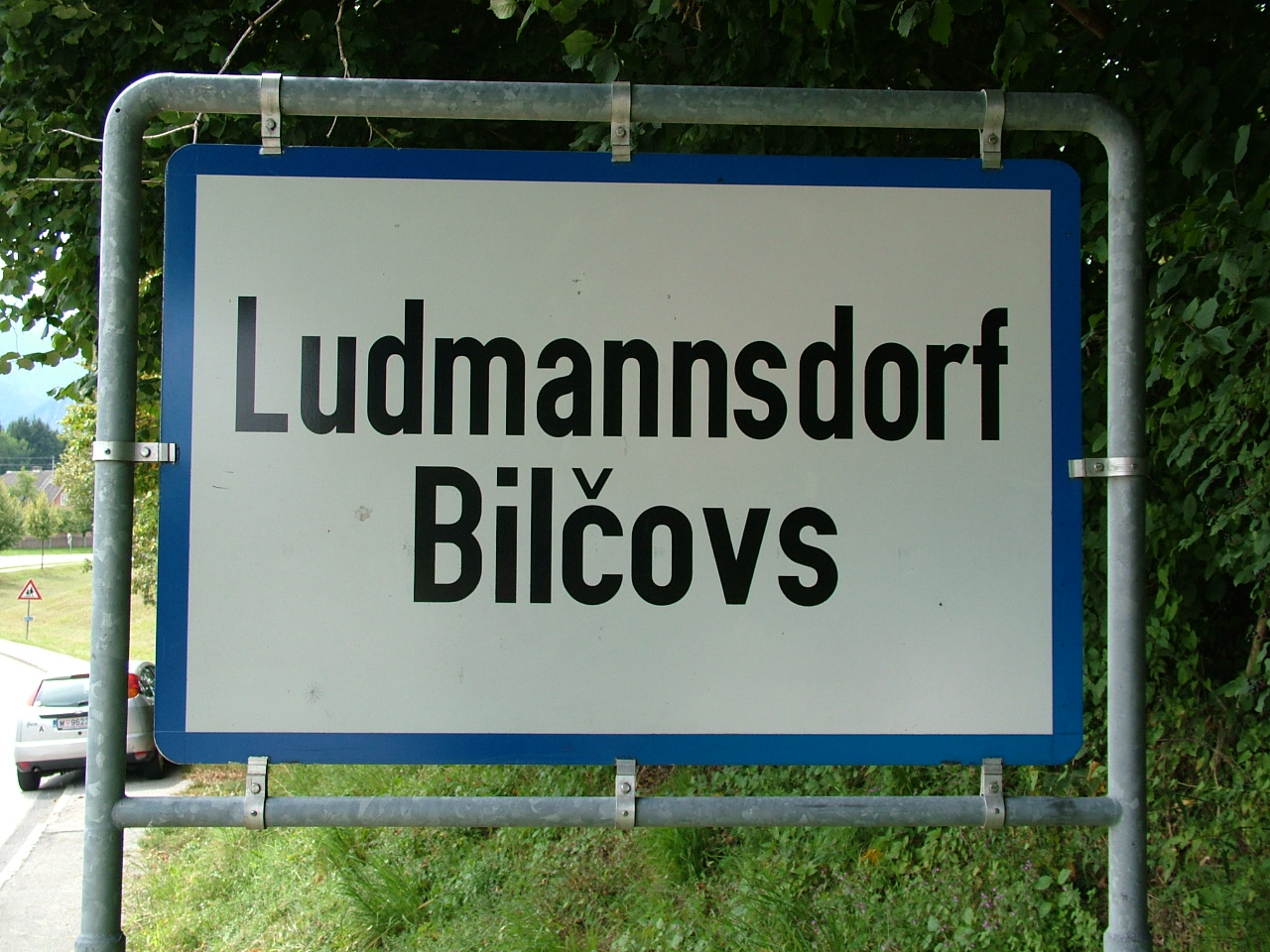
Dwujęzyczna tablica wjazdowa w południowej Karyntii

Słoweńcy karynccy (słoweń. Koroški Slovenci, niem. Kärntner Slowenen) – określenie autochtonicznej ludności narodowości słoweńskiej zamieszkującej południową część austriackiego kraju związkowego Karyntia. Austriacki traktat państwowy z 15 maja 1955 roku gwarantuje im status mniejszości narodowej, a co za tym idzie daje m.in. prawo do dwujęzycznego niemiecko–słoweńskiego nazewnictwa geograficznego i szkolnictwa.

## Historia
Od VI wieku n.e. Karyntia była częścią zwartego osadnictwa słowiańskiego. Plemię Karantan założyło tu jedno z pierwszych słowiańskich organizmów państwowych – Karantanię. Po przyłączeniu tych terenów w 822 roku do państwa Franków, a następnie Świętego Cesarstwa nastąpiło intensywne osadnictwo niemieckie, a wraz z nim częściowa asymilacja Słowian (później zwanych już Słoweńcami). Mimo to jeszcze w pierwszej połowie XIX wieku jedna trzecia mieszkańców Karyntii mówiła po słoweńsku, a Klagenfurt (miasto niemieckie, ale otoczone słoweńskimi wsiami) był ważnym ośrodkiem słoweńskiej kultury i edukacji.

Rozkład głosów w plebiscycie w 1920

Po upadku monarchii austro-węgierskiej południowa Karyntia stała się przedmiotem sporu między nową Austrią a Królestwem SHS. Przeprowadzono więc plebiscyt, w którym za pozostaniem w granicach Austrii opowiedziało się 59,04% głosujących (Słoweńcy stanowili 70% mieszkańców terenu plebiscytowego); odpadł od niej tylko mały fragment zwany dziś Słoweńską Karyntią.
Władze austriackie zagwarantowały mniejszości słoweńskiej swobodę kulturalną i językową, jednak wraz ze wzrostem nastrojów nacjonalistycznych w latach 20. i 30. XX wieku zobowiązania te nie były przestrzegane, a po aneksji Austrii przez III Rzeszę doszło do jawnej dyskryminacji. Część karynckich Słoweńców wspierała jugosłowiański ruch oporu. Po II wojnie światowej status tej mniejszości narodowej i jej prawa zostały uregulowane w siódmym artykule austriackiego traktatu państwowego sygnowanego w 1955 roku przez władze austriackie i mocarstwa alianckie. Nie zatrzymało to jednak postępującej asymilacji Słoweńców z niemieckojęzyczną większością.

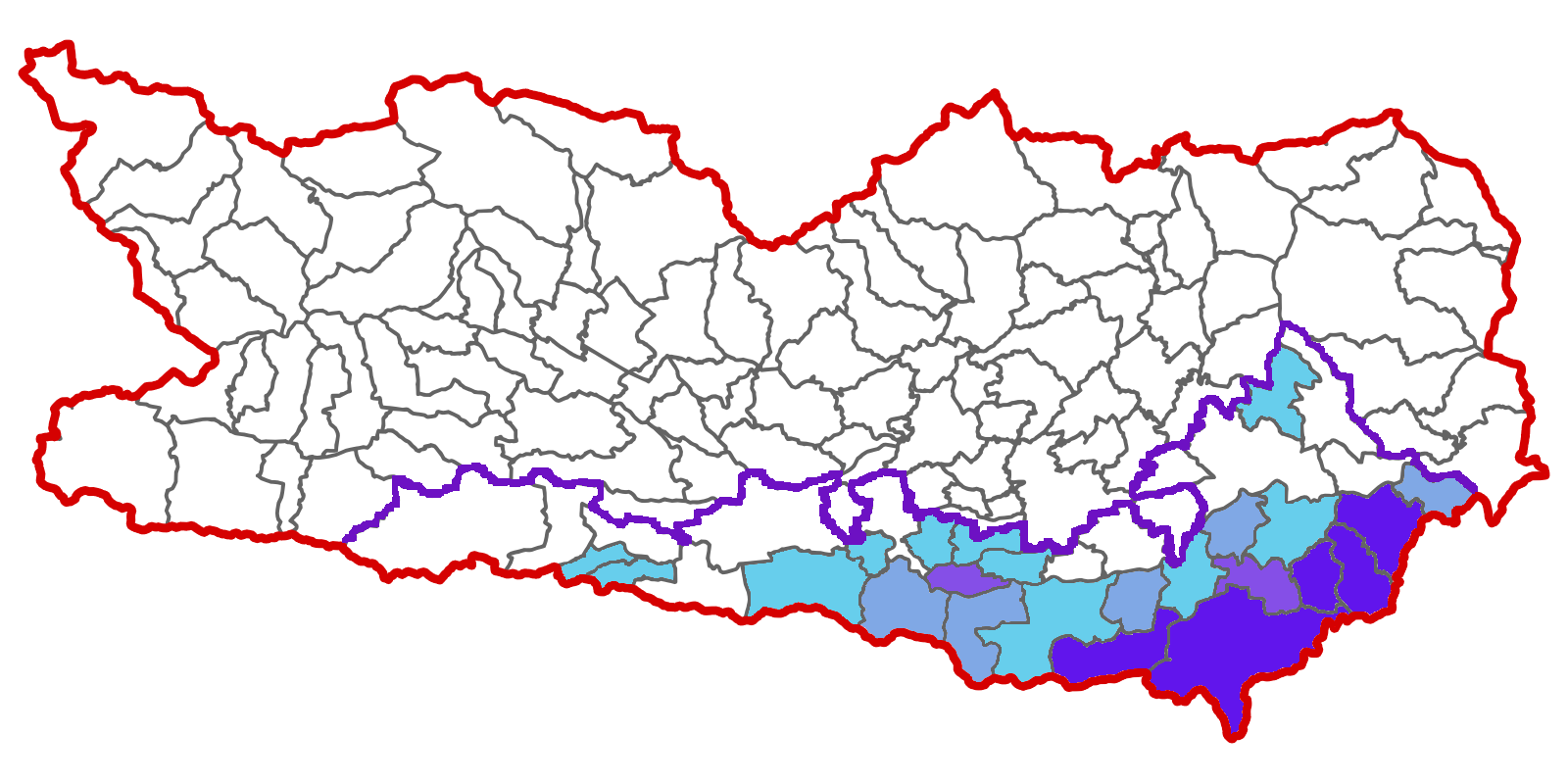
Odsetek osób słoweńskojęzycznych w poszczególnych gminach (spis powszechny 2001)
0% – 5%
5% – 10%
10% – 20%
20% – 30%
>30%

     0% – 5%
     5% – 10%
     10% – 20%
     20% – 30%
     >30%

## Język
Słoweńcy karynccy posługują się dialektem karynckim języka słoweńskiego, tradycyjnie nazywanym (zwłaszcza w niemieckiej/austriackiej historiografii) językiem wendyjskim. Używany jest na całym obszarze Księstwa Karyntii sprzed 1918 roku, a więc także w należącej dziś do Słowenii dolinie Mežy i okolicy przyłączonego do Włoch miasta Tarvisio/Trbiž. Charakteryzuje się dużą ilością zapożyczeń niemieckich.

## Teraźniejszość
W 2001 roku w Karyntii żyło 13 109 osób narodowości słoweńskiej, co stanowi 2,3% ogółu jej ludności. W całej Austrii narodowość tę zadeklarowało 24 855 osób, z tego 17 953 austriackich obywateli (poza Karyntią autochtoniczni Słoweńcy zamieszkują jeszcze przygraniczne tereny Styrii, nie mają tam jednak oficjalnego statusu mniejszości narodowej). Miejscowościami z największym odsetkiem Słoweńców są: Zell/Sele (89%), Globasnitz/Globasnica (42%) i Eisenkappel-Vellach/Železna Kapla-Bela (38%). Organizacje słoweńskie uważają te dane za zaniżone, twierdząc np. że na deklarację spisową wpływ miały sympatie polityczne. W przeszłości miały miejsce przypadki celowego fałszowania wyników – np. we wsi Mieger/Medgorje spis z 1934 roku wykazał zaledwie 3% Słoweńców, chociaż w 1910 roku było ich tam 96%, a w 1951 – 91,5%.

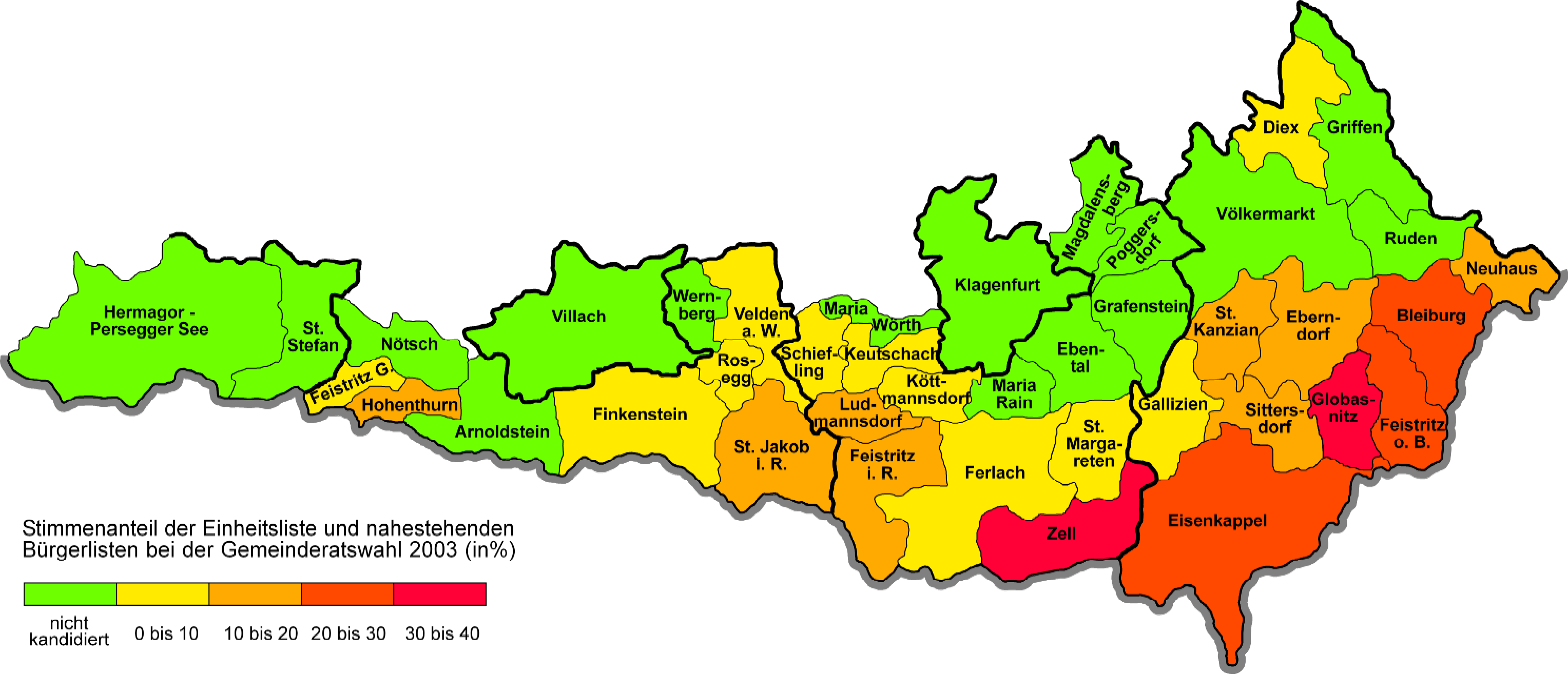
Głosy na Listę Jedności w wyborach lokalnych w 2003

Współcześnie najważniejszymi organizacjami społeczności słoweńskiej są chrześcijańsko-konserwatywna Rada Narodowa Słoweńców Karynckich (Narodni svet koroških Slovencev – Rat der Kärntner Slowenen) i lewicowo-liberalny Związek Organizacji Słoweńskich (Zveza slovenskih organizacij – Zentralverband slowenischer Organisationen). Ich wspólną reprezentacją polityczną jest Karyncka Lista Jedności (Koroška enotna lista – Kärntner Einheitsliste),  wystawiająca kandydatów w wyborach samorządowych. Jest natomiast od 1975 roku faktycznie pozbawiona, ze względu na niekorzystny podział okręgów wyborczych, możliwości samodzielnego udziału w wyborach do parlamentu krajowego i federalnego. Najczęściej tworzy koalicje wyborcze z Zielonymi lub Forum Liberalnym. Koroška enotna lista jest członkiem Wolnego Sojuszu Europejskiego.